# Richard Burgi
William Richard Burgi (Montclair, New Jersey, 1958. július 30. –) amerikai színész.

## Élete
Pályafutását New Yorkban kezdte, eleinte reklámokban szerepelt, majd szappanoperákban kapott szerepeket: a One Life to Live, Életünk napjai, (Days of Our Lives), Another World és az As The World Turnsben. 1994-ben megkapta a Waikiki páros című sorozat egyik főszerepét, majd két év múlva, 1996-ban a Sentinel – Az őrszem főszerepét játszotta, de mielőtt a sorozat a végkifejlethez érkezett volna, három szezon után befejezetlenül hagyták. 2004-ben jött az áttörés, amikor megkapta Karl Mayer szerepét a Született feleségek című nagy sikerű sorozatban, Burgi Susan Mayer férjét alakítja. 2007-ben a Motel 2. című filmben játszott, majd 2009-ben a A Harper-sziget című filmsorozatban, ugyanebben az évben emlékezetes alakítást nyújtott a Kés/Alatt című sorozat egyik epizódjában.

## Magánélete
Burgi a San Clemente-alapítvány támogatója, amely azon dolgozik, hogy a megóvja a tengerparti környezetet, beteg vagy sérült fókákat, oroszlánfókákat mentsenek.
1995. november 25-én vette feleségül nejét, Lori Kahn-t, akitől két fia született: Jack és Samuel. 2011-ben elvált Lori-tól, mert beleszeretett Liliana Lopez-ba, akivel 2012-ben tartották az esküvőt.

## Filmjei
| Év   | Cím                                       | Eredeti cím                                 | Szerep            |
| ---- | ----------------------------------------- | ------------------------------------------- | ----------------- |
| 2009 | A Harper-sziget                           | Harper's Island                             | Thomas Wellington |
| 2008 |                                           | Thomas Kinkade's Home for Christmas         | Bill Kinkade      |
| 2007 | Motel 2.                                  | Hostel: Part II                             | Todd              |
| 2007 |                                           | In God's Country                            | Josiah Leavitt    |
| 2006 | Lángvihar                                 | Firestorm: Last Stand at Yellowstone        | Richard Danville  |
| 2005 | Dick és Jane trükkjei                     | Fun with Dick and Jane                      | Joe               |
| 2005 | Egy cipőben                               | In Her Shoes                                | Jim Danvers       |
| 2004 | A sötét angyal bosszúja                   | Darklight                                   | Shaw              |
| 2004 | Csillagközi invázió 2. - A szövetség hőse | Starship Troopers 2: Hero of the Federation | V.J. Dax          |
| 2004 | Mobil                                     | Cellular                                    | Craig             |
| 2004 | Szemet szemért                            | Torn Apart                                  | Billy Westin      |
| 2004 | Született feleségek                       | Desperate Housewives                        | Karl Mayer        |
| 2002 | Szupercsapat négy keréken                 | Wheelmen                                    | Nick              |
| 1998 | Marslakó a férjem                         | I Married a Monster                         |                   |
| 1996 | Sentinel – Az őrszem                      | The Sentinel                                | James Ellison     |
| 1995 | Életveszélyes                             | Payback                                     | Al Keegan         |
| 1994 | Waikiki páros                             | One West Waikiki                            | Mack Wolfe        |

## Fordítás
- Ez a szócikk részben vagy egészben  a   Richard Burgi című angol Wikipédia-szócikk fordításán alapul.  Az eredeti cikk szerkesztőit annak laptörténete sorolja fel. Ez a jelzés csupán a megfogalmazás eredetét és a szerzői jogokat jelzi, nem szolgál a cikkben szereplő információk forrásmegjelöléseként.

## További információ
- Richard Burgi a PORT.hu-n (magyarul)
- Richard Burgi az Internetes Szinkronadatbázisban (magyarul)
- Richard Burgi az Internet Movie Database-ben (angolul)
- Richard Burgi a Rotten Tomatoeson (angolul)